# Зайдуллин, Эдуард Рамазанович
Эдуа́рд Рамаза́нович Зайдуллин — российский спортсмен, армспорт, весовая категория 55 кг. Мастер спорта России (2005).
Получил высшее образование в БИФК (Башкирский институт физической культуры).

## Достижения
Серебряный призер первенства мира по армспорту в 2006 г. (г. Манчестер, Англия), бронзовый призер открытого чемпионата России среди вузов по армспорту (г. Москва, 2008 г.), серебро на Первенстве ПриФО (Саратов, 2013), бронза на международном турнире World armwrestling Grand Prix A1 RUSSIAN OPEN RUSARTARHIV.